# Doom 3: BFG Edition
Doom 3: BFG Edition é uma versão remasterizada de Doom 3, que foi lançado em 16 de outubro de 2012 na América do Norte e em 19 de outubro de 2012 na Europa para Windows, PlayStation 3 e Xbox 360. A BFG Edition apresenta gráficos melhores e aprimorados, melhor áudio (com mais efeitos de terror), um sistema de salvamento de ponto de verificação e suporte para monitores em 3D, e monitores montados na cabeça (HMD). O jogo também inclui a expansão anterior, Resurrection of Evil, e um novo pacote de expansão para um jogador chamado The Lost Mission. Além disso, inclui cópias do Doom original (especificamente o Ultimate Doom que inclui um quarto episódio: "Thy Flesh Consumed"), e Doom II que inclui um segundo episódio: No Rest for the Living, que estava disponível anteriormente para o Xbox 360. A BFG Edition também apresenta a capacidade de usar a lanterna enquanto segura uma arma, na forma da lanterna montada na armadura.
O código-fonte do mecanismo de jogo do Doom 3: BFG Edition foi lançado sob a GNU GPL-3.0 ou posterior em 26 de novembro de 2012.
Em 4 de junho de 2015, Doom 3: BFG Edition foi lançado para Nvidia Shield Tablet e Nvidia Shield TV sem multijogador online.
Em 26 de julho de 2019, Doom 3: BFG Edition foi lançado como Doom 3 para Nintendo Switch, PlayStation 4 e Xbox One sem multijogador online.
Em 29 de março de 2021, Doom 3: BFG Edition foi lançado como Doom 3: VR Edition para PlayStation 4 via PlayStation VR sem multijogador online.

## Trama

### The Lost Mission
O jogador assume o papel do último membro sobrevivente da equipe Bravo, que foi visto sendo emboscado por demônios em Doom 3. O sobrevivente da equipe Bravo é contatado pelo Dr. Richard Meyers (dublado por Paul Eiding) um cientista que trabalha em experimentos de teletransporte no Exis Labs, e solicitado a ajudar Meyers a destruir uma matriz de teletransporte experimental que foi capturada pelos demônios e atualmente está mantida nas profundezas do inferno. A matriz é potencialmente poderosa o suficiente para enviar um exército de demônios até a Terra, daí o desespero de Meyers para destruí-la. Para atingir esse objetivo, o fuzileiro deve adquirir os componentes necessários para ativar o sistema de teletransporte. No epílogo, o fuzileiro é teletransportado pelo Dr. Meyers de volta a Marte. Os reforços da Terra chegam para procurar outro fuzileiro que ainda está desaparecido; eventualmente, eles o encontram no complexo do Delta Labs.

### DOOM (Ultimate Doom) & DOOM II (Hell on Earth)+No Rest for the Living
Incluindo na BFG Edition estão remasterizações dos dois primeiros jogos DOOM com controles revisados. Este lançamento dos jogos usa a fonte sonora Gravis Ultrasound em vez da OPL2 (usada na versão DOS original) ou SC-55 (som pretendido, usado em muitos lançamentos modernos). A dificuldade "Nightmare!" foi alterada; certos demônios (como mindinhos) não aceleram como em outras versões. Esta versão também tem iluminação muito inferior às versões anteriores, com muito menos sombreamento e alguns elementos de iluminação dinâmica ausentes. 

## Recepção
A BFG Edtition recebeu críticas mistas. O retrabalho dos gráficos e do desing de som, e a inclusão do novo conteúdo Lost Mission foram elogiados. A maioria das críticas foi direcionada aos longos tempos de carregamento, salvamentos automáticos forçados e um esquema de controle que força o jogador a alternar entre suas armas continuamente em vez de ficar preso a teclas de atalho como no lançamento original. A nova adição da lanterna montada na armadura também foi criticada, com muitos jogadores argumentando que ter a capacidade de usar armas e a lanterna simultaneamente havia "arruinado a atmosfera" do jogo original.